# سلبوری
سلبوری یا سلورزی، که به نام‌های سلاحورزی،سلاح باوری، ساله بابری یکی از طایفه‌های لر و شاخه‌ای از طایفه جنگروی بوده است. حمدالله مستوفی در سده هفتم به‌طور حدودی ۷۰۰ تا ۸۰۰ سال پیش، نام آن‌ها را به شکل سلبوری از اولین طایفه‌های لر ذکر کرده است.بخشی از سلبوری هم‌اکنون با جمعیت زیاد در میان طایفه گندلی ایل بختیاری زندگی می‌کنند.

## اتابکان لر کوچک
دایرةالمعارف بزرگ اسلامی می‌نویسد: «امرای اتابکان لر کوچک از طایفهٔ لر جنگروی (jangroi) و از شعبهٔ «سلبوری» بودند که در تاریخ نامعلومی برای یافتن چراگاه همراه یا برخی طایفه‌های دیگر از محل سکونت اصلی خود، مانرود به چنگری (نام کوه و محلی در شمال خاوری کوهدشت) کوچیدند.

## تقسیمات ایلی
طایفه سلبوری هم‌اکنون به جز لرستان و ایلام در میان طایفه‌های بختیاری نیز زندگی می‌کنند.
شعبه سلبوری شامل ۱۱تیره است که عبارتند از:
۱بارون وند(بره بی چاست)
۲کاظم وند(بره بی چاست)
۳طادعلیوند(بره بی چاست)
۴شهرام وند
۵تادعلی وند
۶محمدرضاوند
۷شیمباری وند
۸ علیدادوند
۹ میرزاعلی وند
۱۰ احمدوند
۱۱تول وند
۱۲ علیرضاوند

## والیان فیلی
پس از برکناری و انحلال اتابکان لر کوچک توسط شاه عباس صفوی، حسین خان سولویزی به عنوان والی لرستان انتخاب شد. برخی منابع گزارش می‌دهند که والیان فیلی از سلورزی‌ها بودند. در تاریخ گزیده سولویزی به صورت سلبوری ذکر شده است که با تطبیق با کتاب شرفنامه مشخص می‌شود که منظور حمدالله مستوفی همان سلورزی بوده است.